# توشييا سويهيوش
توشييا سويهيوش (باليابانية: 末吉 隼也) (18 نوفمبر 1987 في فوكوكا في اليابان – )؛ هو لاعب كرة قدم ياباني سابق كان يلعب كلاعب وسط.

## وصلات خارجية
- توشييا سويهيوش على موقع رابطة كرة القدم اليابانية للمحترفين (اليابانية)
- توشييا سويهيوش على موقع قاعدة بيانات كرة القدم.إي يو (الإنجليزية)
- توشييا سويهيوش على موقع Soccerway.com (الإنجليزية)
- توشييا سويهيوش على موقع عالم كرة القدم.نت (الإنجليزية)
- توشييا سويهيوش على موقع كووورة